# Mohamed Mazhar
Mohamed Mazhar Abdel-Rahman, né le 11 novembre 1976 au Caire, connu aussi sous le nom de Mohamed Mazhar, Abdel Mazhar ou encore Mazhar Abdelrahman est un footballeur international égyptien qui évolue au poste d'attaquant.

## Carrière
Mazhar commence sa carrière avec l'Al-Mokawloon Al-Arab. Après une saison dans le petit club du Goldi Madden, il revient au Al-Mokawloon. Après une saison à l'Al-Masry, il s'exporte à l'AS Monaco où il n'arrive pas à s'imposer. En effet, il n'y dispute que 6 matches toutes compétitions confondues et ne dispute jamais de matches entiers (il est plus souvent remplaçant que remplacé). Il est alors prêté à l'été 2003 à La Berrichonne de Châteauroux mais est lâché par le club monégasque dans une opération de réduction des effectifs en février 2004. Sa période de prêt à Châteauroux s'arrête alors immédiatement.
Il termine sa carrière par des passages rapides par le Jiangsu Sainty et le Zamalek SC.